# Joan Cardona i Lladós
Joan Cardona i Lladós (Barcelona, 30 de junio de 1877–16 de septiembre de 1958) fue un pintor y dibujante modernista español.
Estudió en la Escuela de la Lonja de Barcelona. Como pintor se dedicó sobre todo al paisaje, en un estilo que evolucionó del impresionismo al postimpresionismo. Sin embargo, destacó más como dibujante e ilustrador, en una línea de corte realista y sintético, siguiendo el ejemplo de los artistas franceses Toulouse-Lautrec y Steinlein, cuyos principales representantes dentro del modernismo catalán fueron Ramón Casas, Ricardo Opisso —que era su cuñado— y Javier Gosé, además del propio Cardona. En 1900 se estableció en París. Su obra se centró en temas femeninos, tanto parisinos como españoles, en un estilo que recuerda a Hermenegildo Anglada Camarasa, sin llegar a alcanzar su talento. Colaboró con varias revistas catalanas (Hispania, El Gato Negro y La Ilustració Catalana), francesas (Le Rire y La Vie Parisienne) y alemanas (Jugend y Simplicissimus).